# Trifurcula puplesisi
Trifurcula puplesisi is een vlinder uit de familie dwergmineermotten (Nepticulidae). De wetenschappelijke naam is voor het eerst geldig gepubliceerd in 1990 door van Nieukerken.

## Kenmerken
De spanwijdte is 6,2-8 mm voor mannen en ongeveer 7,3 mm voor vrouwen. Volwassenen werden in mei, juni en juli gevonden in een steppe-, bijna woestijngebied.

## Voorkomen
Het is bekend uit het Kaspische Zeegebied in Europa en het zuiden van Turkmenistan